# منتزعة الكبريت العميقة
منتزعة الكبريت العميقة (الاسم العلمي: Desulfovibrio profundus) هي نوع من البكتيريا، سلبية الغرام، تتبع جنس منتزعة الكبريت.